# Mine de Bulyanhulu
La mine de Bulyanhulu est une mine souterraine d'or située dans la région de Shinyanga en Tanzanie, à 55 kilomètres au sud du lac Victoria. Elle a ouvert en 2001.
C'est l'une des trois mines d'or propriété d'Acacia Mining plc (anciennement African Barrick Gold plc, une société appartenant à Barrick Gold et cotée à la bourse de Londres, qui opère en Tanzanie, la plus profonde[Quoi ?]. Les deux autres mines d'or d'Acacia sont la mine d’or de Buzwagi et la North Mara Gold Mine qui est à la fois aérienne et souterraine.
En 2008, dans le livre Noir Canada les auteurs avancent qu'en août 1996, les mineurs artisanaux de cette mine auraient été enterrés vivants au moyen de bulldozers parce qu'ils occupaient illégalement la mine qui appartenait alors à la société canadienne Sutton Resources, qui l'a revendue à Barrick Gold en 1999
Le complexe minier de Bulyanhulu comprend actuellement la mine souterraine elle-même, mais aussi une usine de traitement du minerai, des crassiers de stériles, un parc de résidus, des bassins de gestion des eaux et diverses installations associées. 
En 2014, la durée de vie prévue pour cette mine était de plus de 25 ans. À son ouverture, c'était la mine la plus profonde de Tanzanie.

## Histoire
L’exploitation de l’or en Tanzanie à l’époque moderne remonte à la période coloniale allemande. 
Elle a commencé avec la découverte d’or près du lac Victoria en 1894. La première mine d’or de ce qui était alors Tanganyika, la mine (souterraine de Sekenke, a débuté ses activités en 1909 et a connu un boom entre 1930 et la Seconde Guerre mondiale. En 1967, la production d'or dans le pays était devenue insignifiante, mais elle a repris de la vigueur au milieu des années 1970, corrélativement à une remontée du prix de l'or. À la fin des années 1990, des sociétés minières étrangères ont commencé à investir dans l'exploration industrielle et la mise en valeur de gisements aurifères dans le pays, ce qui a abouti à l'ouverture de plusieurs nouvelles mines.
Barrick a acquis le projet Bulyanhulu en 1999, après l’acquisition de Sutton Resources. La mine est située à 150 kilomètres au sud-ouest de la ville de Mwanza, un centre régional. Bulyanhulu a été inaugurée en 2001 et a nécessité un capital de 280 millions de dollars US pour sa construction. Après l’ouverture de Bulyanhulu, la Tanzanie est devenue le troisième plus grand producteur d’or en Afrique, derrière l’Afrique du Sud et le Mali.

## Expropriation
Au début des années 1990, Kahama Mining - une filiale de Sutton Resources, une société d'exploration minière - a acquis les droits nécessaires à l'exploration de la région. De nombreux mineurs artisanaux y étaient déjà présents et ont revendiqué le titre de propriété de la terre.
Peu après, à partir du 31 juillet 1996  la compagnie Sutton Mining a fait exproprier des milliers de personnes. Le gouvernement canadien fit pression sur les autorités tanzaniennes afin qu'elles procèdent à ces expropriations, pour que la firme puisse annoncer à ses actionnaires, avant une certaine date, le début de ses travaux.
Le 4 août 1996, les mineurs ont obtenu du tribunal supérieur tanzanien une injonction interdisant au commissaire régional de continuer à vider la région de ses occupants, jusqu'à ce que le tribunal ait statué sur la question des droits à la terre. <vr>Selon Amnesty International et le syndicat des mineurs, la police et les employés de Kahama ont ignoré l'injonction et poursuivi les expulsions avec brutalité. 
Dans un communiqué de presse, l'inspecteur général de la police a déclaré qu'environ 200 000 personnes avaient été expulsées. Les diplomates canadiens ont estimé qu'entre 10 000 et 20 000 mineurs sont partis.
Les mineurs artisanaux affirment que la police a utilisé la force pour expulser la région et que Kahama a utilisé des niveleuses pour sceller les puits de mine avec du sable, enterrant sciemment des mineurs en vie qui y travaillaient encore. La police et Barrick Gold, l'actuel propriétaire du site, nient l'existence de meurtres. 
Un rapport publié en 2002 par le Compliance Advisor / Ombudsman (CAO) de la Société financière internationale (SFI), fondé sur une visite effectuée en 2001 sur le site, concluait à l'absence de preuve de meurtre. 
Les autorités tanzaniennes ont cependant interdit à Amnesty International d'accéder au site, de même qu'à une équipe d'observateurs internationaux en 2001, ces derniers étant présumés avoir pénétré dans le pays avec des visas de touriste.
Des écologistes ont exigé, en vain à ce jour, une enquête internationale sur des allégations selon lesquelles plus de 50 personnes auraient été tuées en présence de la police tanzanienne en 1996 lors des expulsions faites autour du site de la mine d’or de Bulyanhulu. En attendant les résultats, les activistes ont demandé au Groupe de la Banque mondiale et au gouvernement canadien de suspendre leurs garanties de prêt à la société Kahama Mining Corporation, la coentreprise montée par la société canadienne Barrick Gold Corporation et le gouvernement tanzanien du président Benjamin Mkapa, la société qui exploite la concession Bulyanhulu.